# Inmunología
La inmunología es una rama amplia de las ciencias biomédicas que se ocupa del estudio del sistema inmunitario, entendiendo como tal al conjunto de órganos, tejidos y células que, en los vertebrados, tienen como función reconocer elementos ajenos dando una respuesta (respuesta inmunitaria).
La ciencia estudia, el funcionamiento fisiológico del sistema inmunitario, tanto en estados de salud como de enfermedad; las alteraciones en las funciones del sistema inmunitario (enfermedades autoinmunitarias, hipersensibilidades, inmunodeficiencias, rechazo a los trasplantes); las características físicas, químicas y fisiológicas de los componentes del sistema inmunitario. La inmunología tiene varias aplicaciones en numerosas disciplinas científicas, que serán analizadas más adelante.

## Concepto
La palabra inmunidad deriva del término latino immunitas. Así que alguien inmune se entendía como exento o libre de impuestos (y/o servicios). Posteriormente, en 1879 el bacteriólogo francés Louis Pasteur acuñó una nueva acepción Immünire - ("in desde el interior y "munera" significando munición, armamento o trinchera) que es el concepto que entendemos en la actualidad: defenderse desde el interior. — es el origen de la palabra inmunidad, que se refiere al estado de protección frente a infecciones.

## Perspectiva histórica

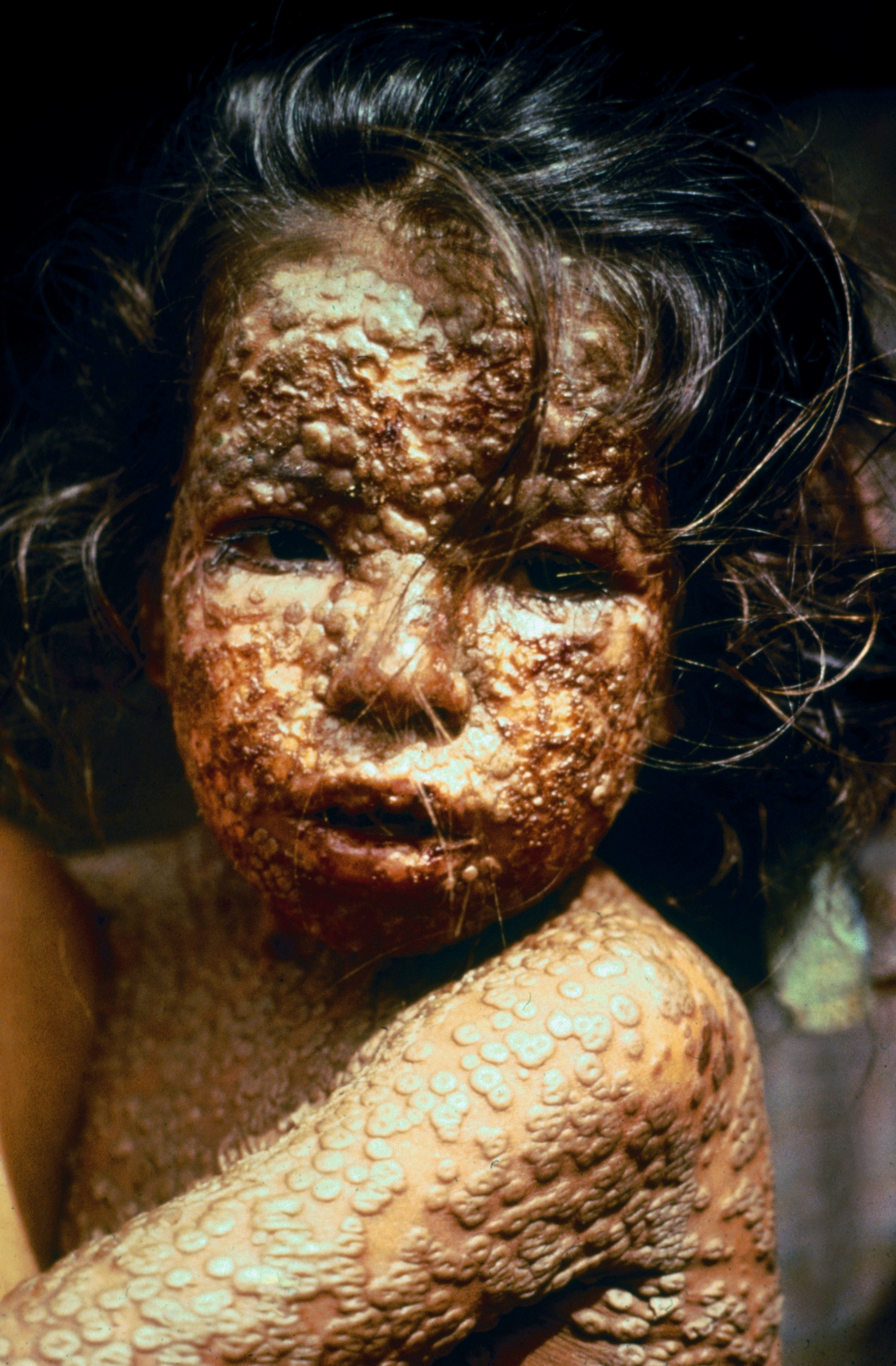
Viruela, una enfermedad letal y deformante.

La disciplina de la inmunología surgió cuando se observó que los individuos recuperados de ciertos trastornos infecciosos quedaban protegidos frente a una posible segunda infección. Se cree que la primera referencia que describe a los fenómenos inmunitarios fue escrita por Tucídides, el historiador de las guerras del Peloponeso, en el año 430 a. C. Este texto describe que durante una plaga en Atenas, solo los que se habían recuperado de ella podían cuidar a los enfermos porque no contraían el padecimiento por segunda vez.
Los primeros intentos registrados de inducir inmunidad de manera artificial los llevaron a cabo los chinos y los turcos en el siglo XV al intentar prevenir la viruela. Los informes describen el proceso de variolización en el que las costras secas dejadas por las pústulas de la viruela se inhalaban por las narinas o se insertaban en pequeños cortes de piel.
En 1718, la aristócrata británica Lady Mary Wortley Montague a la vuelta de una estancia en Turquía, realiza la práctica de la variolización en sus propios hijos. Pero no es hasta 1796, que el médico inglés Edward Jenner, al observar el hecho de que las niñeras que habían contraído la enfermedad de la pústula vacuna o pústula mamaria de la vaca (una enfermedad leve) quedaban inmunizados contra la viruela razonó que al introducir líquido de una pústula vacuna en una persona (inoculación) podía protegérsele contra la viruela. Verificó su hipótesis inoculando en un niño de ocho años de edad con líquido de una pústula vacuna y luego lo infectó de manera intencional con viruela; el niño no presentó la enfermedad.

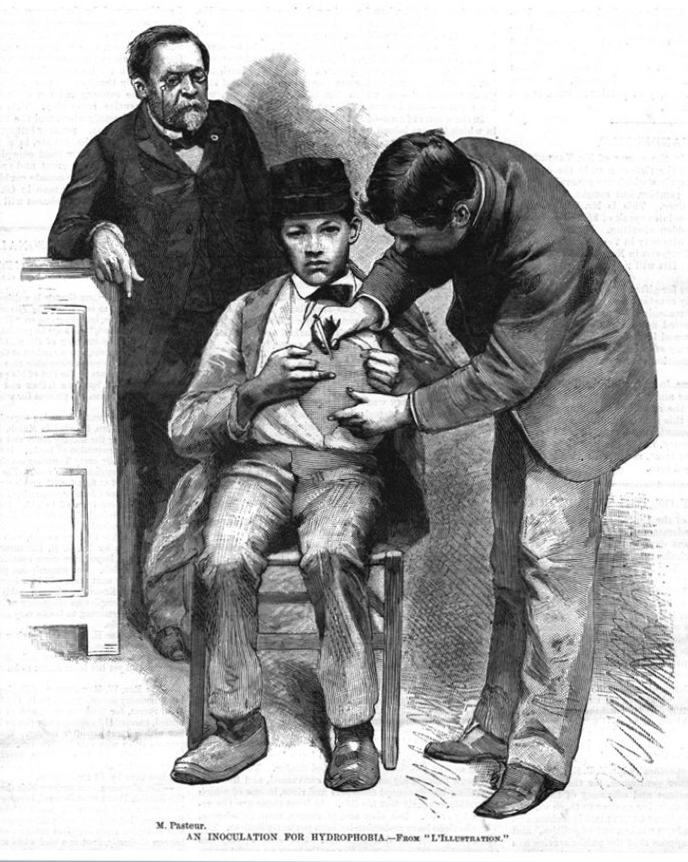
Inoculación de Joseph Meister.

Louis Pasteur, con sus asistentes Charles Chamberland y Émile Roux, logró cultivar la bacteria que causaba el cólera de las gallinas y comprobó la participación de este microorganismo cuando los pollos inoculados con este murieron. Pasteur se fue de vacaciones y dejó su laboratorio con sus cultivos bacterianos, los que al paso del tiempo perdieron su patogenicidad. Al volver, inyectó a algunos de sus pollos con estos cultivos viejos y notó que enfermaban, pero no morían y supuso que se debía a la desvitalización del cultivo. Trató de repetir este experimento pero con un cultivo nuevo que al inyectar sobre los pollos los mataría, no obstante, su abastecimiento de pollos era limitado y tuvo que usar los mismos pollos. Cuando los inyectó, estos estaban protegidos contra la enfermedad. Con esto descubrió que el envejecimiento atenuó la cepa y que esta podría utilizarse para conferir protección contra el padecimiento. Denominó a la cepa atenuada vacuna (del lat. vacca que significa vaca) en honor al trabajo de Jenner. Este trabajo marcó el inicio de la inmunología.
Pasteur descubrió que era posible atenuar o debilitar agentes patógenos que confirieran resistencia y esto lo demostró con otro experimento en el pueblo de Pouilly-le-Fort en 1881. Pasteur vacunó ovejas con el bacilo del carbunco (Bacillus anthracis) atenuado con calor. En este experimento, solo las ovejas vacunadas vivieron. En 1885, Pasteur vacunó por primera vez a un humano, Joseph Meister, un niño que había sido mordido por un perro rabioso. Pasteur le administró virus de la rabia atenuados con lo que evitó el progreso de la enfermedad. Joseph creció y se convirtió en el custodio del Instituto Pasteur. Pasteur demostró que la vacunación funcionaba pero desconocía el motivo de esto.

### Inmunidad humoral y celular
Las décadas que siguieron fueron emocionantes. Las investigaciones de Emil von Behring y Shibasaburo Kitasato fueron mecedoras del premio Nobel en 1901. En 1890 descubrieron que el suero de animales inmunizados (frente a la difteria y el tétanos) contenía sustancias que podían neutralizar estas infecciones. Demostraron que el suero de animales inmunizados con anterioridad contra la difteria podían transferir el estado de inmunidad a animales no inmunizados. 

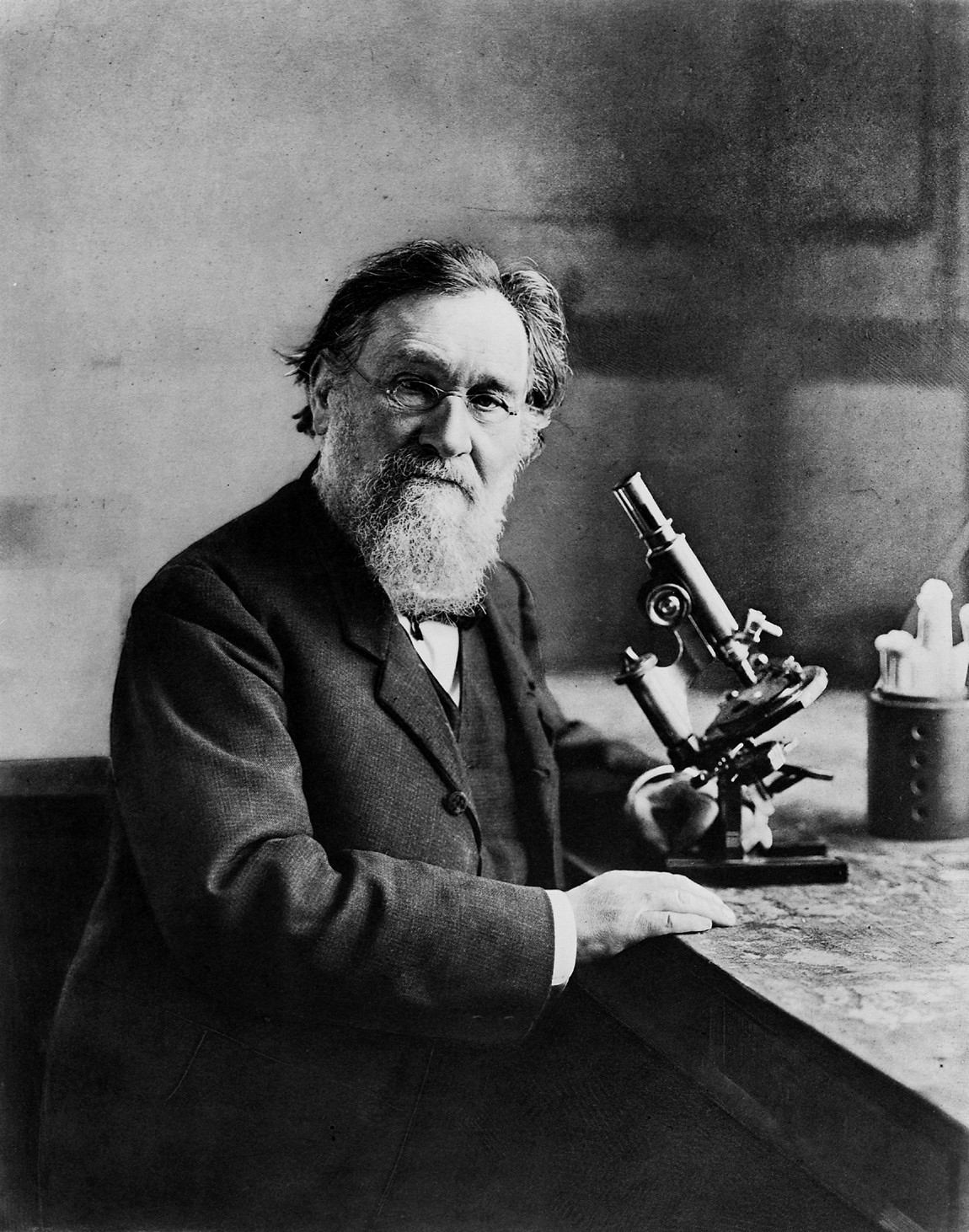
Elia Metchnikoff revoluciona la inmunología a finales del, descubriendo la capacidad fagocítica de los macrófagos. Impulsa el conocimiento de la hoy denominada inmunidad innata.

En 1898 Jules Bordet descubrió el sistema de complemento y demostró que su acción conjunta con anticuerpos ayudaba a la destrucción de las bacterias. Así que los conocimientos dominantes eran de la denominada Inmunidad humoral: moléculas solubles en los humores del organismo.
Diferentes científicos probaron durante la década siguiente que un componente activo del suero inmunológico (candidato inmunizador) podía neutralizar y precipitar toxinas y aglutinar bacterias. Este componente activo recibió nombres como antitoxina, precipitina y aglutinina hasta que en 1930 Elvin Kabat demostró que la fracción de suero gamma (inmunoglobulinas) era la que generaba todas estas actividades. Las moléculas activas de esta fracción se llamaron anticuerpos.
Las contribuciones de otros gigantes como Koch, Metchnikoff, Ehrlich, Rickets y el joven Landsteiner, influenciados por los descubrimientos de anticuerpos, complemento, diagnóstico serológico y anafilaxia fueron muy relevantes para el desarrollo de esta nueva ciencia de la inmunología. En concreto Elie Metchnikoff fue el primero en sugerir que algunas células podían jugar un importante papel en la defensa del organismo frente a agentes infecciosos, debido a su capacidad fagocítica: los macrófagos. Estos hallazgos abren una nueva etapa, donde la teoría celular ponía en entredicho a la teoría humoral.

### Inmunología clásica
La inmunología clásica está incluida dentro de los campos de la epidemiología. Estudia la relación entre los sistemas corporales, patógenos e inmunidad. El escrito más antiguo que menciona la inmunidad se considera el referente a la plaga de Atenas en el 430 a. C. Tucídides notó que la gente que se había recobrado de un ataque previo de la enfermedad podía cuidar a los enfermos sin contraer la enfermedad por segunda vez. Muchas otras sociedades antiguas tienen referencias de este fenómeno, pero no fue hasta los siglos XIX y XX donde el concepto fue llevado a la teoría científica.
El estudio de los componentes celulares y moleculares que comprende el sistema inmunitario, incluyendo sus funciones e interacciones, es el tema central de la inmunología. El sistema inmunitario ha sido dividido en un más primitivo sistema inmunitario innato, y un sistema inmunitario adaptativo o adquirido de los vertebrados; este último a su vez está dividido en sus componentes humorales y celulares.
La respuesta humoral inicialmente se refiere a los anticuerpos (solubles en los humores), aunque en la actualidad incluye a todas aquellas moléculas solubles que son elementos fundamentales de la respuesta inmunitaria (complemento, citocinas, péptidos antimicrobianos, etc). En lo referida a las inmunoglobulinas se define como la interacción entre los anticuerpos y los antígenos. Los anticuerpos son proteínas específicas liberadas de cierta clase de células inmunitarias (linfocitos B). Los antígenos son definidos como los elementos capaces de iniciar una respuesta inmunitaria y convertirse en diana de la misma mediante la generación de anticuerpos específicos. La inmunología trata de comprender las propiedades de estas dos entidades biológicas. Sin embargo, igualmente importante es la respuesta celular, que puede no solamente matar a las células infectadas, sino que también es crucial en el control de la respuesta de los anticuerpos. Se observa entonces que ambos sistemas (humoral y celular) son altamente interdependientes.
En el siglo XXI, la inmunología está ampliando sus horizontes con las investigaciones desarrolladas en otros nichos más especializados. Esto incluye la función inmunitaria de las células, órganos y sistemas normalmente no asociados con el sistema inmunitario, así como la función del sistema inmunitario fuera de los modelos clásicos de inmunidad.

## Inmunología clínica
La inmunología clínica es el estudio de las enfermedades cuya causa por los trastornos del sistema inmunitario (fallo, acción anormal y crecimiento maligno de los elementos celulares del sistema). También involucra enfermedades de otros sistemas, donde las reacciones inmunitarias juegan un papel en los rasgos clínicos y patológicos.
Las enfermedades causadas por los trastornos del sistema inmunitario se dividen en tres amplias categorías:
- Inmunodeficiencias, en las que algún elemento del sistema inmunitario falla en proveer una respuesta adecuada (p. ej. en el sida). Pueden ser primarias (genéticas o heredadas) o secundarias (adquiridas)
- Autoinmunidad, en la cual el sistema inmunitario ataca las células del propio organismo (p. ej. lupus eritematoso sistémico, artritis reumatoide, (Púrpura Trombocitopénica Idiopática de origen autoinmunitario), enfermedad de Hashimoto y miastenia gravis).
- Otros desórdenes del sistema inmunitario incluyen diferentes grados de hipersensibilidad, en los que el sistema responde inapropiadamente a componentes inofensivos (asma y otras alergias) o responde con excesiva intensidad.

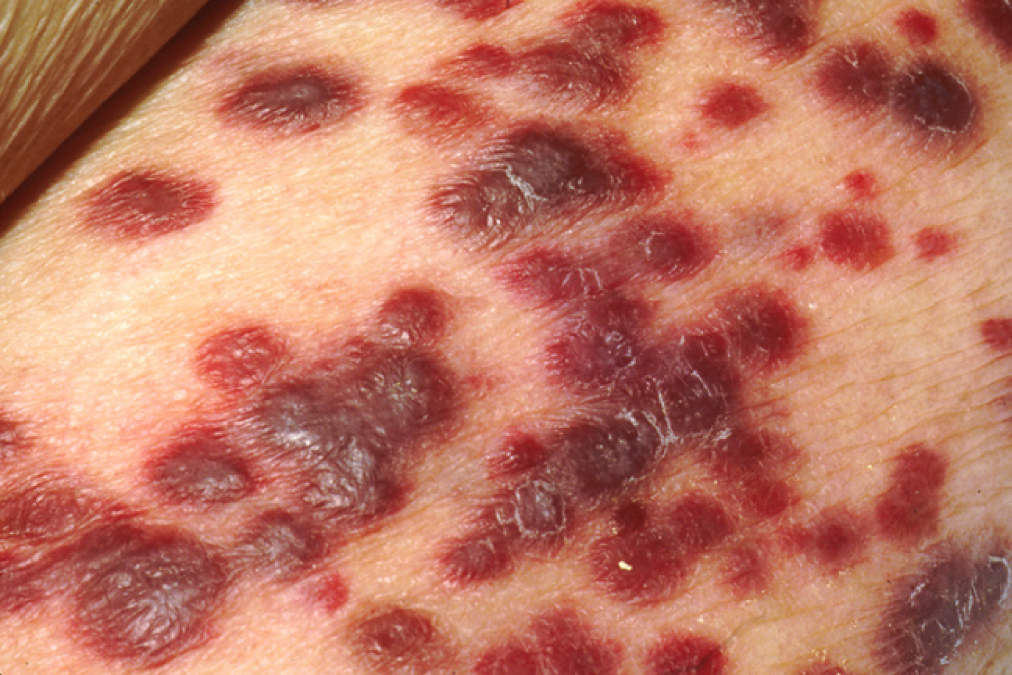
Sarcoma de kaposi. Lesión tumoral dérmica característica de individuos con inmunodeficiencia muy severa (como sucede en los pacientes en fase terminal de SIDA). La enfermedad fue descrita por el dermatólogo húngaro Moritz Kaposi en Viena en el año 1872, bajo el nombre de "sarcoma múltiple pigmentado idiopático". Suele manifestarse como puntos violáceos indoloros en las piernas, los pies o el rostro. También pueden aparecer lesiones en la zona genital, la boca o los ganglios linfáticos. En el caso del sarcoma de Kaposi grave, pueden producirse lesiones en el tubo digestivo y los pulmones.

La enfermedad más conocida que afecta al sistema inmunitario es el sida, causado por el VIH. El sida es una inmunodeficiencia caracterizada por la pérdida de células T CD4+ ("helper") y macrófagos, que son destruidos por el VIH.
Los inmunólogos clínicos también estudian las formas de prevenir el rechazo a trasplantes, en el cual el sistema inmunitario reacciona frente a las proteínas HLA de los donantes (cuando no son totalmente compatibles).

## Inmunoterapia

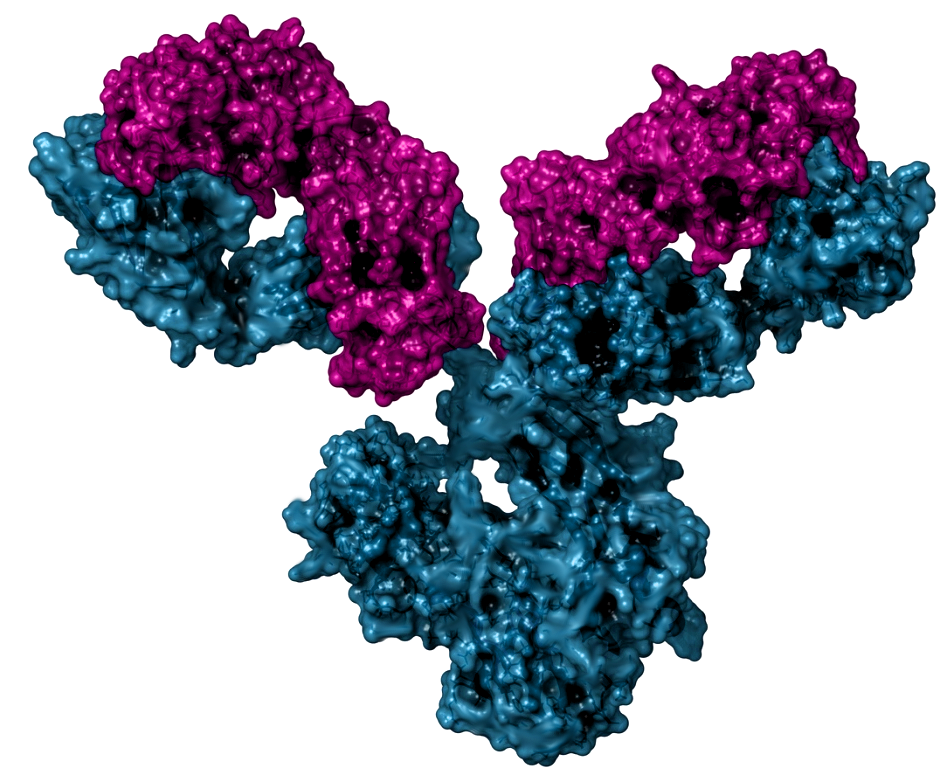
La síntesis in vitro de los anticuerpos ha sido uno de los grandes hitos en la historia de la medicina moderna. Ha permitido la revolución de la Inmunoterapia.

El uso de los componentes del sistema inmunitario en el tratamiento a una enfermedad o trastornos conocido como inmunoterapia. La inmunoterapia nació con la variolización, y científicamente hablando desde las primeras vacunas de Edward Jenner.
Podemos hablar de Inmunoterapia humoral y celular. Entre los tratamientos humorales, está el uso de Inmunoglobulinas en diferentes formatos: se llevan utilizando décadas en estados de inmunodeficiencia, antisueros como los antitetánicos o antivenenos. Y más modernamente los anticuerpos monoclonales. En 1984 ganaron el Premio Nobel en Medicina los inmunólogos Jerne, Kollher y Mistein por descubrir la fabricación in vitro de estas balas terapéuticas (que también han permitido un desarrollo exponencial de las técnicas de inmunodiagnóstico basadas en la reacción antígeno-anticuerpo). Estos anticuerpos permiten el tratamiento de pacientes con patologías autoinmunitarias o autoinflamatorias, inmunodeficiencias, hipersensibilidades, y cánceres.
Esta última aplicación es, sin duda, la que ha sufrido la mayor revolución en los últimos años. Así que es frecuente que el concepto de inmunoterapia se use en el contexto del tratamiento de los cánceres junto con la quimioterapia (drogas) y la radioterapia (radiación). La inmunoterapia antitumoral ya se ha definido como la gran revolución médica del siglo XXI. Aunque se han desarrollado muchos anticuerpos monoclonales con utilidad antitumoral, sin duda las construcciones quiméricas tipo CAR-T y CAR-NK son las que se expandirán de modo más inmediato.

## Inmunología diagnóstica

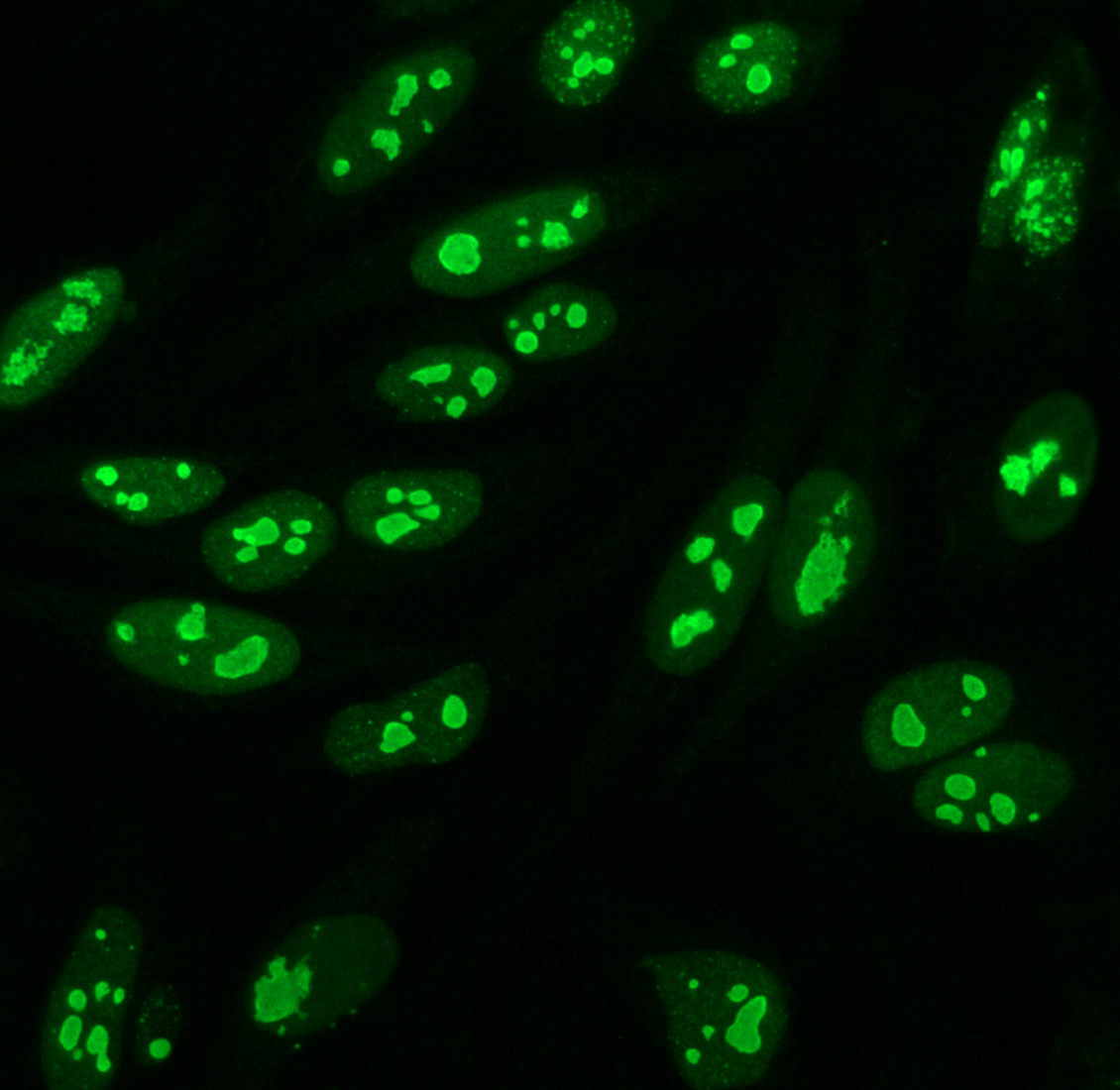
Inmunofluorescencia indirecta. Anticuerpos antinucleares (ANA) de patrón de tinción nucleolar sobre células Hep-2.

La especificidad del enlace entre antígeno y anticuerpo ha creado una herramienta excelente en la detección de las sustancias en una variedad de técnicas diagnósticas. Los anticuerpos específicos para determinado antígeno pueden ser conjugados con un radio-marcador, marcador fluorescente, o una enzima reveladora (por escala de color) y son usados como pruebas para detectarlo. De modo genérico estas pruebas se denominan inmunoensayos o inmunoanálisis. Una vez producidos los complejos antígeno-anticuerpo, estas técnicas los ponen de manifiesto:
- Por sus capacidades físicas: nefelometría (precipitación) o aglutinación
- Por revelado enzimático: ELISA, Western Blot, inmunohistoquímica, etc.
- Por revelado fluorescente: citometría de flujo, inmunofluorescencia directa o indirecta, etc.
- Por revelado radioactivo: radioinmunoensayo

## Inmunología evolutiva
El estudio del sistema inmunitario en especies extintas y vivientes es capaz de darnos una clave en la comprensión de la evolución de las especies y el sistema inmunitario.
Un desarrollo de complejidad del sistema inmunitario puede ser visto desde la protección fagocítica simple de los organismos unicelulares, la circulación de los péptidos antimicrobianos en insectos y los órganos linfoides en vertebrados. Por supuesto, como muchas de las observaciones evolutivas, estas propiedades físicas son vistas frecuentemente a partir de la mirada antropocéntrica. Debe reconocerse que, cada organismo vivo hoy tiene un sistema inmunitario absolutamente capaz de protegerlo de las principales formas de daño.
Los insectos y otros artrópodos, que no poseen inmunidad adaptativa verdadera, muestran sistemas altamente evolucionados de inmunidad innata, y son protegidos adicionalmente del daño externo (y la exposición a patógenos) gracias a su cutícula.

## Inmunología de sistemas

### Inmunología neuronal
Rama de la inmunología que estudia no solo los fenómenos inmunológicos en el cerebro, sino también los centros nerviosos que intervienen en la respuesta inmunitaria.